# 1740 a tudományban
Az 1740. év a tudományban és a technikában.

## Díjak
- Copley-érem: Alexander Stuart

## Születések
- június 27. – John Latham, fizikus, ornitológus "Az ausztrál ornitológia nagyapja" († 1837)
- július 1. – Franz-Joseph Müller von Reichenstein, mineralógus és a tellúr felfedezője († 1742)
- augusztus 26. – Joseph Michel Montgolfier, a hőlégballon úttörője († 1810)
- december 24. – Anders Johan Lexell, csillagász és matematikus († 1784)
- ismeretlen – William Smellie, természettudós és enciklopédia író († 1795)